# Per Natt och Dag
Per Natt och Dag, född 1584, död 1634, var en svensk ämbetsman.

## Biografi
Per Natt och Dag föddes 1584. Han var son till Nils Nilsson (Natt och Dag). Natt och Dag blev 1612 kansliråd hos hertig Johan av Östergötland och introducerades 1625 i Sveriges Riddarhus som nummer 13 i riddarklassen. Ätten kallades därefter för Natt och Dag. Han avled 1634.

### Egendom
Natt och Dag ägde Bjärka-Säby slott i Vists socken och Brokind i Vårdnäs socken.

### Familj
Natt och Dag gifte sig första gången 1 december 1616 på Bro med friherrinnan Brita Maurtzdotter (Grip), dotter till riksrådet och krigsöversten Morits Birgersson (Grip) och Edla Stendotter (Lewenhaupt). Brita Maurtzdotter var änka efter Anders Holtte. Natt och Dag och Brita Maurtzdotter fick tillsammans sonen kaptenlöjtnant Nils Natt och Dag (död 1658) vid Adelsfaneregementet.
Han gifte sig andra gången 4 mars 1624 på Toftaholm i Dörarps socken med Christina Sofia Stenbock (1603–1661), dotter till ståthållaren friherre Karl Gustavsson (Stenbock) och Brita Claesdotter (Västgöte). De fick tillsammans barnen kammarrådet Gustaf Persson (Natt och Dag) (1627–1688), kammarherren och överstelöjtnanten Carl Persson (Natt och Dag) (1628–1694), Holger Natt och Dag (född 1629) och Anna Christina Natt och Dag (1630–1692) som var gift med riksrådet, riksskattmästaren friherre Gustaf Bonde.